# Liste der Baudenkmale in Leopoldshagen
In der Liste der Baudenkmale in Leopoldshagen sind alle denkmalgeschützten Bauten der vorpommerschen Gemeinde Leopoldshagen und ihrer Ortsteile aufgelistet. Grundlage ist die Veröffentlichung der Denkmalliste des Kreises Uecker-Randow mit dem Stand vom 1. Februar 1996. 

## Baudenkmale nach Ortsteilen

### Leopoldshagen
| ID | Lage                     | Bezeichnung                       | Beschreibung                                                                  | Bild           |
| -- | ------------------------ | --------------------------------- | ----------------------------------------------------------------------------- | -------------- |
|    | Dorfstraße (Karte)       | Kirche                            | rechteckige Fachwerkkirche, Mitte des 18. Jahrhunderts erbaut, mit Dachreiter | Weitere Bilder |
|    |                          | Friedhofskapelle                  |                                                                               |                |
|    | Dorfstraße 39/40 (Karte) | Wohnhaus mit Nebengebäude         |                                                                               |                |
|    | Dorfstraße 90 (Karte)    | Wohnhaus                          |                                                                               |                |
|    | Dorfstraße 107 (Karte)   | Stall                             |                                                                               |                |
|    | Dorfstraße 116 (Karte)   | Stall                             |                                                                               |                |
|    | Dorfstraße 127 (Karte)   | Stall                             |                                                                               |                |
|    | Dorfstraße 128a (Karte)  | alte Mühle: Heimatstube seit 1998 |                                                                               |                |
|    | Hinterreihe 163 (Karte)  | ehem. Schule                      |                                                                               |                |
|    | Hinterreihe 168 (Karte)  | Haustür                           |                                                                               |                |
|    |                          | Kriegerdenkmal                    |                                                                               |                |

## Quelle
- Bericht über die Erstellung der Denkmallisten sowie über die Verwaltungspraxis bei der Benachrichtigung der Eigentümer und Gemeinden sowie über die Handhabung von Änderungswünschen (Stand: Juni 1997)